# Riviera (série télévisée, 1991)
Pour les articles homonymes, voir Riviera.
Riviera est un feuilleton télévisé franco-européen-américain en 260 épisodes de 26 minutes diffusé à partir du 1er juillet 1991 sur TF1. Il a ensuite été rediffusé sur TF1, RTL TV, RTL9 et Monté-Carlo TMC jusqu'en 1996, puis sur Jimmy entre 2004 et 2007.

## Historique
Riviera est le premier feuilleton européen vendu à Rete 4 (Italie), au Studio Hamburg (Allemagne), Granada (Grande-Bretagne) et à la Fédération des organismes de radio et de télévision des autonomies. Il a été tourné aux studios de la SFP à Bry-sur-Marne. Le projet a été lancé par Pierre-Marie Guiollot, Alain Laurens et Vincent Nègre de l'agence de publicité Lintas-Paris. L'agence avait déjà proposé à divers pays européens les jeux Jeopardy et La Roue de la fortune, fournis clé en main par le lessivier Unilever. La série est coproduite par EC Télévision, filiale de Lintas-Paris et McCann Erickson, et TF1 sans céder ses espaces publicitaires. La Une a donc financé 110 millions de francs. Le feuilleton s'inscrit dans la lignée des grands soaps comme Dallas ou Santa Barbara.

## Synopsis
Longue dynastie de parfumeurs, les Courcey mènent une existence dorée à Cap Riviera. Autour d'eux, la haine et la passion animent des rapports humains minés par l'attrait du pouvoir…

## Distribution
- Sarah de Saint-Hubert : Béatrice de Courcey
- Xavier Deluc : Christophe
- Jeane Manson : Sybela Covington
- Pavel Douglas (en) : Edward Covington
- Christiane Jean : Gabriella
- Jean-Denis Monory : Nicolas
- Agnès Valle : Chloé
- Michel Albertini : Daniel
- Henri Serre : Laurent de Courcey
- Bradley Cole : Sam
- Gaëlle Legrand : Denise
- Pascale Petit : Antoinette

## Commentaires
Les intrigues sont écrites par Leona Blair, l'auteur de Privilege et de World of Différence. L'adaptation a été réalisée par Addie Walsh qui a écrit le feuilleton américain Haine et passion.
Le casting est composé de comédiens français, anglais, espagnols, et italiens.
Le feuilleton a été lancé quotidiennement à partir du 1er juillet 1991 à 18 h. Après plusieurs épisodes, il n'a pas rencontré de succès et les épisodes suivants ont été relégués à 6 h du matin. La série a été rediffusée intégralement en matinée à partir de la rentrée 1994, complétée par des épisodes inédits.

## Polémique
Le fait que TF1 ait eu l'autorisation du CSA de qualifier Riviera de série française, bien que tournée en anglais , a été l'objet de polémique à l'Assemblée nationale et au Sénat.